# Нікола Наков
Нікола Наков (болг. Никола Наков; 24 лютого 1892, Враца — 1 лютого 1945, Софія) — болгарський офіцер, генерал-лейтенант. Командир 1-ї Болгарської армії під час Другої світової війни.

## Біографія
Народився 24 лютого 1892 року в місті Враца. У 1913 році закінчив Військове училище в Софії і розпочав службу в 3-му піхотному полку, а з 1929 року був заступником міністра оборони. З 1934 року був командувачем 4-го піхотного плевенського полку. У наступному році був призначений на посаду начальника штабу першої піхотної софійської дивізії. У 1938 році став командиром дивізії. У період з 11 квітня 1942 по 13 вересня 1944 роках був командиром першої болгарської армії. З 13 вересня 1944 року в запасі. Був засуджений до смертної кари Четвертою Верховною палатою Народного суду.

## Військові звання
- Підпоручник (1913)
- Лейтенант (2 серпня 1915)
- Капітан (18 вересня 1917)
- Майор (6 травня 1924)
- Підполковник (6 травня 1928)
- Полковник (6 травня 1935)
- Генерал-майор (3 жовтня 1940)
- Генерал-лейтенант (6 травня 1944)